# Barnes & Noble
Barnes & Noble is een boekhandelketen in de Verenigde Staten. Het kenmerk van de winkels is de grootte ervan, meestal buiten de steden gevestigde "outlets", die ook een café huisvesten. De keten staat ook bekend om zijn agressieve wijze van het korting geven op bestsellers.
Barnes & Noble werd opgericht in 1873 door Charles M. Barnes in Wheaton (Illinois) (als drukkerij) en opende zijn eerste winkel in 1917 (samen met G. Clifford Noble).
De winkelketen opende een online-winkel in 1997, teneinde te concurreren met Amazon.com.